# Pseudalcis catoriata
Pseudalcis catoriata är en fjärilsart som beskrevs av W. Warren 1897. Pseudalcis catoriata ingår i släktet Pseudalcis och familjen mätare. Inga underarter finns listade i Catalogue of Life.